# Ocinara obliquisigna
Ocinara obliquisigna är en fjärilsart som beskrevs av George Francis Hampson. Ocinara obliquisigna ingår i släktet Ocinara och familjen silkesspinnare. Inga underarter finns listade i Catalogue of Life.